# Họ Cá tai tượng biển
Họ Cá tai tượng biển (Ephippidae) là một họ cá biển theo truyền thống được xếp trong bộ Cá vược, nhưng gần đây một số tác giả xếp nó vào bộ Ephippiformes.
Có khoảng 8 chi, với 20 loài sinh sống ở biển. Các loài được biết đến nhiều nhất gồm cá tai tượng Đại Tây Dương (Chaetodipterus faber) và chi Platax sống ở rạn san hô, được nuôi làm cá cảnh. Chúng có hình thuổng và bị nén về bên, đồng thời có vây lưng và vây hậu môn hình tam giác, rất đối xứng. Chúng có màu bạc sáng bóng với các vùng có dải màu vàng và nâu dọc hoặc đen. Đôi mắt thường nằm ở một trong các dải dọc như một phương pháp ngụy trang. Những người lặn biển đôi khi nhầm lẫn chúng với cá bướm gai, có hình dáng tương tự, nhưng không có quan hệ họ hàng gần. Các chi khác trong họ có đặc điểm là vây lưng và vây hậu môn dài, có đuôi, nhọn. Đa số các loài ăn chủ yếu là tảo và động vật không xương sống nhỏ.
Một số loài cá tai tượng biển thường xuyên bị bắt bởi những người chơi câu cá thể thao. Ví dụ, cá tai tượng Đại Tây Dương, một loài cá sọc đen và trắng phổ biến ở ngoài khơi phía đông nam Hoa Kỳ và Caribê. Chúng được yêu thích bởi chúng chống cự quyết liệt khi bị kéo vào. Cá tai tượng biển thường được coi là một nhóm bị đánh bắt quá mức. Đa số các cá thể bị bắt nhỏ, còn non và không gần kích thước tối đa được ghi nhận đối với loài của chúng.
Cá ó lửa có thể đóng vai trò là một nhóm chức năng quan trọng ở rạn san hô Great Barrier bằng cách ăn rong biển mà các loài cá ăn thực vật khác như cá mó và cá đuôi gai không chạm tới. Rong biển phát triển quá mức giữa các loài san hô xảy ra do đánh bắt quá mức các loài cá lớn và ức chế khả năng hỗ trợ sự sống của rạn san hô.

## Phân loại
- Chi Chaetodipterus

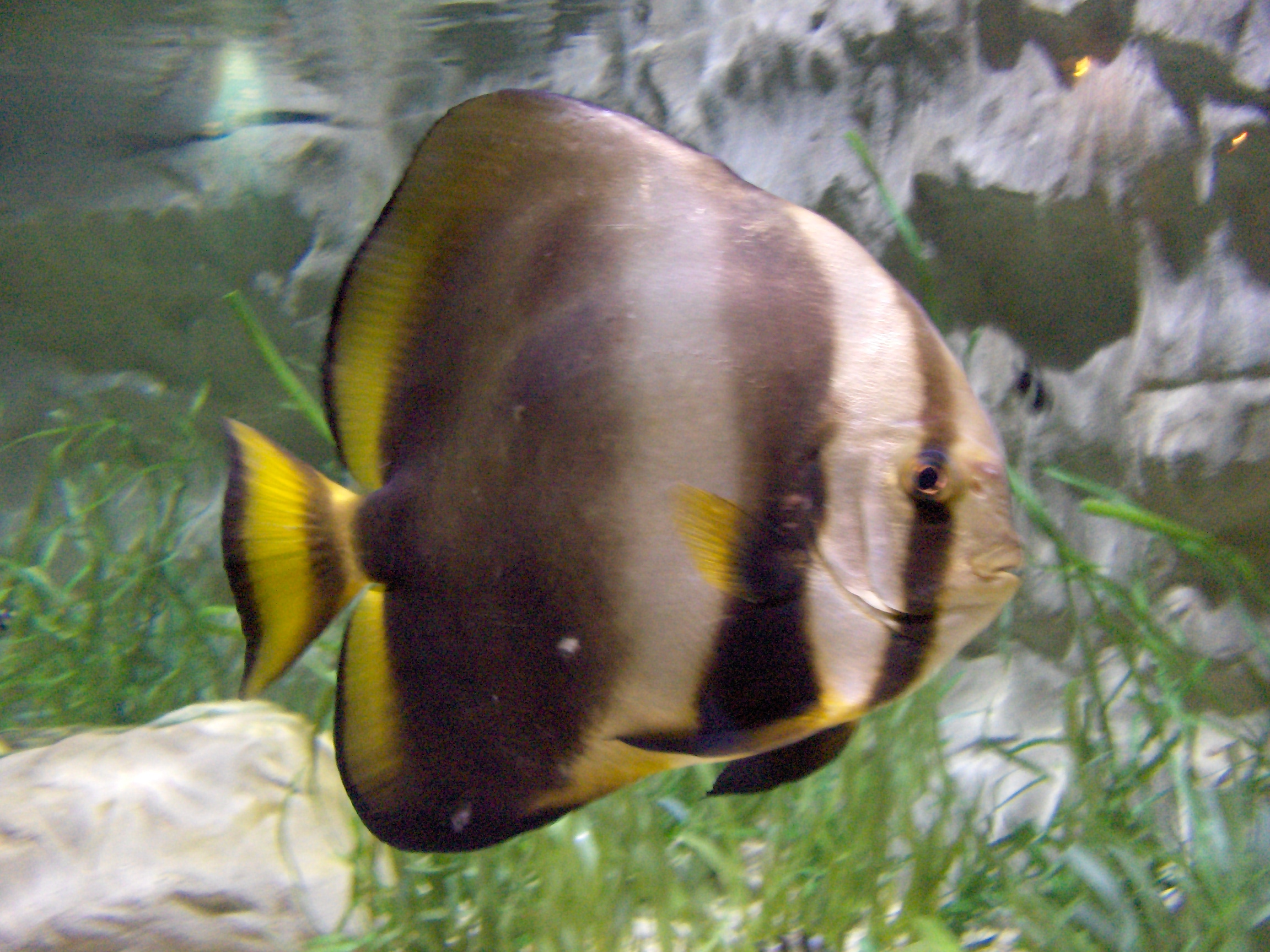
Cá chim giấy tròn, Platax orbicularis

  - Chaetodipterus faber (Broussonet, 1782): Cá Tai tượng Đại Tây Dương
  - Chaetodipterus lippei Steindachner, 1895: Cá Tai tượng Tây Phi
  - Chaetodipterus zonatus (Girard, 1858): Cá Tai tượng Thái Bình Dương
- Chi Ephippus
  - Ephippus goreensis Cuvier, 1831.
  - Ephippus orbis (Bloch, 1787): Cá tai tượng, cá tai tượng tròn.
- Chi Parapsettus
  - Parapsettus panamensis (Steindachner, 1875).
- Chi Platax
  - Platax batavianus Cuvier, 1831.
  - Platax boersii Bleeker, 1852.
  - Platax orbicularis (Forsskål, 1775): Cá chim giấy tròn, cá tai tượng, cá dơi.
  - Platax pinnatus (Linnaeus, 1758): Cá tai tượng, cá hoàng sa.
  - Platax teira (Forsskål, 1775): Cá nhạn, cá chim chàng.
- Chi Proteracanthus
  - Proteracanthus sarissophorus (Cantor, 1849): Cá chìa vôi biển.
- Chi Rhinoprenes
  - Rhinoprenes pentanemus Munro, 1964.
- Chi Tripterodon
  - Tripterodon orbis (Bloch, 1787).
- Chi Zabidius
  - Zabidius novemaculeatus (McCulloch, 1916).